# Estación Granadero Baigorria
Granadero Baigorria es una estación ferroviaria ubicada en la localidad homónima, Departamento de Rosario, Provincia de Santa Fe, Argentina.

## Servicios
La estación corresponde al Ferrocarril General Bartolomé Mitre de la red ferroviaria argentina.
Se encuentra actualmente con operaciones de Cargas del Nuevo Central Argentino pero sin operaciones de pasajeros, sin embargo por sus vías transitan los servicios Retiro - Tucumán de la empresa estatal Trenes Argentinos Operaciones, aunque no hace parada en esta.
Hasta 2007, Trenes de Buenos Aires operaba esta estación cuando el servicio iba a Santa Fe.